# Laura Wolvaardt
Laura Wolvaardt (* 26. April 1999 in Milnerton, Südafrika) ist eine südafrikanische Cricketspielerin die seit 2016 für die südafrikanische Nationalmannschaft spielt.

## Kindheit und Ausbildung
Mit 11 Jahren wurde sie in das U19-Team der Western Province aufgenommen. Daraufhin stieg sie in ihrer Region auf und gab in der Saison 2013/14 ihr Debüt für die Western Province. Daraufhin wurde sie ins U19-Team Südafrikas berufen und wurde schließlich ihre Kapitänin.

## Aktive Karriere

### Anfänge in der Nationalmannschaft
Ihr Debüt in der Nationalmannschaft gab sie bei der Tour gegen England im Februar 2016. Im zweiten WODI der Serie erreichte sie ihr erstes Half-Century über 55 Runs. Im August 2016 bei der Tour in Irland bestritt sie ihr erstes WTwenty20. In der zugehörigen WODI-Serie gelang ihr zunächst ein Fifty über 55 Runs, bevor sie mit 105 Runs aus 125 Bällen ihr erstes Century erzielte. Beim Women’s Cricket World Cup Qualifier 2017 erreichte sie ein Half-Century über 50* Runs gegen Sri Lanka. Der Sommer 2017 begann mit einem heimischen Vier-Nationen-Turnier, bei dem sie gegen Irland ein Century über 149 Runs aus 149 Bällen erzielte und als Spielerin des Spiels ausgezeichnet wurde. Es folgte mit dem Women’s Cricket World Cup 2017 ihre erste Weltmeisterschaft. In der Vorrunde konnte sie gegen England (67 Runs) und Australien (71 Runs) jeweils ein Half-Century erreichen. Bei der Niederlage im Halbfinale gegen den Gastgeber England folgte dann mit 66 Runs ein weiteres.
In der Folge gelangen ihr bei zahlreichen Touren Half-Centuries. Gegen Indien im Februar 2018 gelang ihr eines über 59 Runs im dritten WODI. Im Sommer 2018 konnte sie eines gegen Bangladesch (70* Runs) und in England (64 Runs). Zu Beginn der Saison 2018/19 konnte sie dann jeweils eines in der WODI-Serie (54 Runs) und WTwenty20-Serie (55* Runs) bei der Tour in den West Indies erzielen. Beim dann nachfolgenden ICC Women’s World Twenty20 2018 konnte sie jedoch nicht überzeugen.

### Wichtige Batterin im Nationalteam
Nachdem sie zum Ende der Saison gegen Sri Lanka mit 64 Runs ein weiteres Fifty erreicht hatte, konnte sie zu Beginn des Sommers gegen Pakistan zwei Half-Centuries (74* und 56 Runs) erzielen. In der Saison 2019/20 erreichte sie zunächst Half-Centuries in Indien (69 Runs) und Neuseeland (91* Runs). Beim ICC Women’s T20 World Cup 2020 konnte sie in der Vorrunde gegen Pakistan ein Fifty über 63* Runs erzielen und so das Halbfinale sichern. Dort konnte sie dann gegen Australien 41* Runs erreichen, was jedoch nicht zum Finaleinzug reichte.
Im Januar 2021 erzielte sie 58 Runs gegen Pakistan, bevor sie in Indien zwei Half-Centuries in den WODIs (80 und 53 Runs) und ein weiters in den WTwenty20s (53* Runs) erreichte. Im September 2021 erreichte sie dann zwei Fifties (71* Runs und 53 Runs) in den West Indies. Beim Gegenbesuch des west-indischen Teams im Januar 2022 erzielte sie dann mit 117 Runs aus 123 Bällen ihr drittes Century ihrer Karriere. Es folgte der Women’s Cricket World Cup 2022. Ihr erstes Half-Century gelang ihr mit 75 Runs beim Sieg gegen Pakistan. Gegen England (77 Runs) und Neuseeland (67 Runs) gelangen ihr dann zwei weitere. Das vierte in Folge gelang ihr dann gegen Australien (90 Runs), bevor sie im abschließenden Vorrundenspiel gegen Indien ein fünftes erreichte. Im dadurch ermöglichten Halbfinaleinzug schied sie jedoch dann gegen England schon beim ersten Ball („Duck“) aus. Mit diesen Leistungen war sie die viertbeste Batterin des Turniers.
Im Saison 2022 erreichte sie ein Fifty über 89 Runs bei der Tour in Irland. Bei der darauf folgenden Tour in England absolvierte sie ihren ersten WTest. In den WODIs erzielte sie zwei Fifties (55 und 56 Runs) und in den WTwenty20s ein weiteres (55 Runs). Bei den Commonwealth Games 2022 war ihre beste Leistung 41* Runs gegen England. Beim ICC Women’s T20 World Cup 2023 gelang ihr zunächst ein Fifty über 66* Runs in der Vorrunde gegen Bangladesch, womit sie ihr Team ins Halbfinale brachte und als Spielerin des Spiels ausgezeichnet wurde. Im Halbfinale konnte sie ein weiteres Fifty (53 Runs) gegen England beitragen und ermöglichte so den Finaleinzug. Auch im Finale erzielte sie ein Half-Century über 61 Runs, was jedoch nicht zum Titelgewinn ausreichte. Im März 2023 ersetzte sie die Verletzte Beth Mooney in der Women’s Premier League 2023 und spielte dort für die Gujarat Giants.